# Aleiodes coronarius
Aleiodes coronarius är en stekelart som beskrevs av Chen och He 1991. Aleiodes coronarius ingår i släktet Aleiodes och familjen bracksteklar. Inga underarter finns listade i Catalogue of Life.